# 果敢歷史
果敢曾為中國西南邊境少數民族的地域，明朝末年大量漢族湧入雲南省。18世紀，一支漢人移民後裔成為科干山的地方勢力，後受封為世襲果敢土縣，向中國效忠。1897年，果敢被清朝割让给英屬印度，二戰後成為緬甸境內以華人為主體的土縣。1959年緬甸廢除土司制度之後，果敢陷入了長期的動亂，直到1989年停戰才趨於穩定，2011年成立果敢自治區。

## 清朝以前
果敢地區在歷史上多屬於地方土司管理的地區，未成為中央集權國家所能有效控制的邊境地區，崎嶇複雜的地形決定了其多樣化的民族組成。
該地曾為哀牢百濮的地域，後哀牢內附東漢，該地屬於東漢永昌郡西南邊陲。相傳三國時代蜀漢諸葛亮在平南時在諸葛炮樓山留下了遺蹟。在白族大理國時期，屬永昌府孟纏甸範圍。元代，其地分屬雲南省鎮康路、孟定路孟纏甸的一部份。在明代，該地分屬鎮康土州以及孟定土府的疆域。17世紀南明政權向西南方敗退，大規模的漢人隨著明軍遷徙雲南。

## 楊氏土司世襲統治
18世紀，鎮康州以及木邦的交界處出現了楊姓漢人勢力，楊獻才與繼任者楊維興以興達戶為基礎，對外擴張。1840年，第四代領導者楊國華因為捍衛中國邊防有功，中國將被木邦所侵蝕的鎮康州上、中、下六戶地，冊封為楊姓土司世襲果敢縣。
很長一段時期，果敢土司同時向中國以及木邦進貢。1886年，大英帝國併緬甸貢榜王朝，同時將緬甸北方臣服於緬甸的土司也納入英屬印度。英國與中國清朝簽訂條約，界定了中緬兩國邊境傳統上沒有穩定歸屬的土司，一些被分為中國所有，一些則屬於英屬緬甸。經過多年談判，1897年《中英續議緬甸條約》將果敢劃入英屬印度的範圍，成為木邦大土司轄下的小土司邦。
二次大戰期間，緬甸爭取脫離大英帝國，加入軸心國陣營。果敢在英國的授意下，轉向與中國政府合作抗日，1943年果敢土司楊文炳前往重慶會見蔣中正，向中國政府要求軍事援助，蔣指示兩個集團軍與果敢合作，一同抗日。但在兩個月後，中國軍隊卻奪去了楊文炳的統治權，並指派了楊文炳的弟弟楊文燦取代他的職位，直到戰爭結束，楊文炳才在英國政府的安排下，回到果敢。
二戰之後果敢與鄰近的土司邦一同自英國獨立，組成緬甸聯邦。此後果敢獲得大土司的地位，不再從屬於木邦。楊姓土司的世襲統治權至1959年結束，歷時兩百餘年的果敢土司至此交權與地方議會。

### 楊氏土司列表
- 楊獻才，1739年－1758年，興達戶首領。
- 楊維興，1758年－1795年，興達戶首領。
- 楊有根，1795年－1840年，果敢首領。
- 楊國華，1840年－1874年。1840年接受清朝冊封，將鎮康州西部的上六戶、中六戶、下六戶封給楊氏。
- 楊國正，1874年－1916年攝政。
- 楊春榮，1916年－1927年。
- 楊文炳，1927年－1943年。
- 楊文燦，1943年－1946年攝政。
- 楊文炳，1946年－1949年[8]
- 楊振材，1949年－1959年。

## 後土司時期
土司政權結束之後，土司家族的影響仍在。1963年緬甸中央政府政變，奈溫政權逮捕了楊振材，土司家族遂籌組果敢革命軍起兵反抗；奈溫政府施行「以果制果」的政策，扶助羅星漢應付果敢革命軍。果敢革命軍領袖楊振聲流亡國外，由羅星漢控制了果敢的大部分。

## 緬共執政
果敢緬共執政時期始於彭家聲自1969年領兵佔領果敢，至1989年脫離緬共，歷時共20年。
1960年代緬甸共產黨在中華人民共和國的支持下，在緬甸東北部整裝待發。彭家聲率領緬共軍隊重新佔領果敢，羅星漢部敗退離開，果敢邁入緬共執政時期。
1989年冷戰結束，國際情勢改變，緬甸共產黨內部嚴重分歧，包含果敢的少數民族的當地武裝勢力遂脫離緬共，將緬共的領導人遣送中國，與緬甸軍政府停戰並展開和平談判。

## 撣邦第一特區初期
1989年，彭家聲與政府軍達成協議，果敢成為自治的特區。特區具備有限的軍力，中央政府派駐少量的公共服務人員至果敢，包含醫務人員，小學教師。1992年發生內戰，楊茂良兄弟執政。1995年彭家聲重返果敢，重掌果敢政局。
在國際反毒的壓力下以及多次禁毒挫敗之後，2003年終於全面推行停止種植罌粟的政策，引入農業生產技術並發展博弈業。產業轉型對果敢帶來相當大的衝擊，替代種植在果敢高冷乾的環境推行困難重重，農民陷入貧困。由於缺乏糧食等原因而在山村地區爆發大規模的瘧疾，死亡279人。國際展開人道救援，聯合國糧食及農業組織提供救濟糧。而日本外務省的國際協力機構於2005年開始，與特區政府合作進行長期的總合性重建工作。

## 緬甸政府軍佔領時期
2009年發生八二七武裝衝突之後，彭家聲失去对果敢政府的控制权。臨管主席由原副主席白所成担任，刘国玺副主席兼任秘书长。2011年，果敢自治區成立。2011年底，果敢自治區與中國臨滄市、鎮康縣決定合作開闢125國際工業區。
2015年2月9日果敢发生军事冲突，彭家聲率領重整後的同盟軍反攻果敢，自治區的難民湧向南傘以及臘戍。2月10日，彭家聲發表公開求救信，呼籲中國人民和全球華人關注果敢華人命運，並強調是緬甸軍政府在果敢實施暴力鎮壓才被迫抵抗。中國邊防軍已在安置難民。3月13日缅甸军机將炸弹落入中國境内，造成云南省临沧市耿马县孟定镇大水桑树村平民5死8伤。
2021年，新冠疫情迈入第二年，当地爆发军事政变，戰火開始蠢動。2023年10月27日，戰亂轉烈缅北腊戌、贵慨等多地的缅军据点遭同盟軍武装袭击并爆发交火，战事激烈有陣地和基地失守。此次袭击由缅甸民族民主同盟军主导，同盟军方面称为“1027行动”。此前10月初佤邦建設部部長，佤邦聯合黨中央政治局委員鮑岩板以及親信勐能縣縣長何春田突然被中華人民共和國以經營电信诈骗基地罪名發布通緝，等於首次向中國民眾揭露了緬北詐騙產業與佤邦政治高層有關，東南亞部分媒體分析認為當地長期各方利益勢力混雜，但此輪戰火與中國決心清除緬北詐騙有潛在的內部邏輯關聯。在戰火開啟後緬甸軍方開始大量緝捕詐騙園區人員移交中方，每一批次動輒達上千人，進攻方的果敢同盟軍也發布公告打擊詐騙並表明要將犯人移交中方。